# Vladan Kujović
Vladan Kujović (srp. Bлaдaн Kуjoвић) (Niš, Srbija, 23. kolovoza 1978.) je srbijanski umirovljeni nogometni vratar.
Kujović je svoju golmansku karijeru započeo 1996. u Radničkom iz Niša da bi s 19 godina otišao u belgijski Aalst. 2002. klub zbog stečaja pada u treću ligu zbog čega ga vratar napušta te prelazi u nizozemsku Rodu Kerkrade. Ondje je branio pet godina te bio standardni vratar. U posljednjoj sezoni u klubu (2006./07.) bio je drugi najbolji golman nizozemskog prvenstva s najmanje primljenih golova.
Nakon jedne sezone u španjolskom Levanteu, Kujović je branio za Lierse i Willem II dok je od 2011. do 2015. bio član Club Bruggea.

## Zanimljivosti
Vladan Kujović osim srpskog ima i belgijsko državljanstvo.

## Osvojeni trofeji

### Klupski trofeji
| Klub    | Natjecanje           | Sezona    |
| Belgija | Belgija              | Belgija   |
| ------- | -------------------- | --------- |
| Lierse  | Belgijska druga liga | 2009./10. |

## Vanjske poveznice
- Soccerdatabese.eu